# Knut Torbjørn Eggen
Knut Torbjørn Eggen (Orkdal, 1 november 1960 – Moss, 20 februari 2012) was een Noors betaald voetballer, die speelde als verdediger. Na zijn actieve loopbaan ging hij, een zoon van oud-voetballer en eveneens trainer Nils Arne Eggen, aan de slag als voetbaltrainer. Hij won met Fredrikstad FK de nationale bekercompetitie in 2006. Eggen pleegde zelfmoord op 51-jarige leeftijd.

## Interlandcarrière
Onder leiding van bondscoach Tor Røste Fossen maakte Eggen zijn debuut voor het Noors voetbalelftal op 20 juni 1984 in de vriendschappelijke wedstrijd in en tegen IJsland (0-1) in Reykjavík, net als Trond Sirevåg (Bryne FK), Joar Vaadal (Lillestrøm SK) en Egil Johansen (Vålerenga IF). Hij nam dat jaar tevens deel aan de Olympische Spelen in Los Angeles, Verenigde Staten.

## Erelijst

### Speler
Rosenborg BK
- Noors landskampioen

1985, 1988, 1990
- Noorse beker

1988, 1990

### Trainer-coach
Fredrikstad
- Noorse beker

2006